# Дом Набокова
Дом Набокова — дом в Санкт-Петербурге, по современному адресу: Большая Морская улица, дом 47. Именно в этом особняке родился Владимир Набоков в 1899 году. В настоящее время первый этаж дома — музей Владимира Набокова СПбГУ.

## История
Дом в конце 1897 года стал приданым Елены Ивановны Рукавишниковой (1876—1939), вышедшей замуж за Владимира Дмитриевича Набокова, который через семь лет стал его владельцем (очевидно, ради получения им ценза для участия в выборах). Их сын, Владимир Владимирович Набоков, жил в доме до ноября 1917 года. Дом был тщательно описан в его автобиографии «Другие берега» (The Other Shores) и «Память, говори» (Speak, Memory). Для него этот дом остался «Единственным в мире домом». В течение всей своей жизни он никогда не приобретал какого-либо другой недвижимости в собственность, предпочитая жить в гостиницах.
8 ноября 1904 года в доме, в гостиной на первом этаже — после известной под названием «комитетская» — проходило одно из заседаний знаменитого земского съезда, где были подписаны резолюции, содержавшие конституционные требования (поэтому ряд исследователей именно с этого события отсчитывают историю русской революции). Затем в доме часто проходили заседания ЦК Конституционно-демократической партии.

## Музей В. В. Набокова СПбГУ

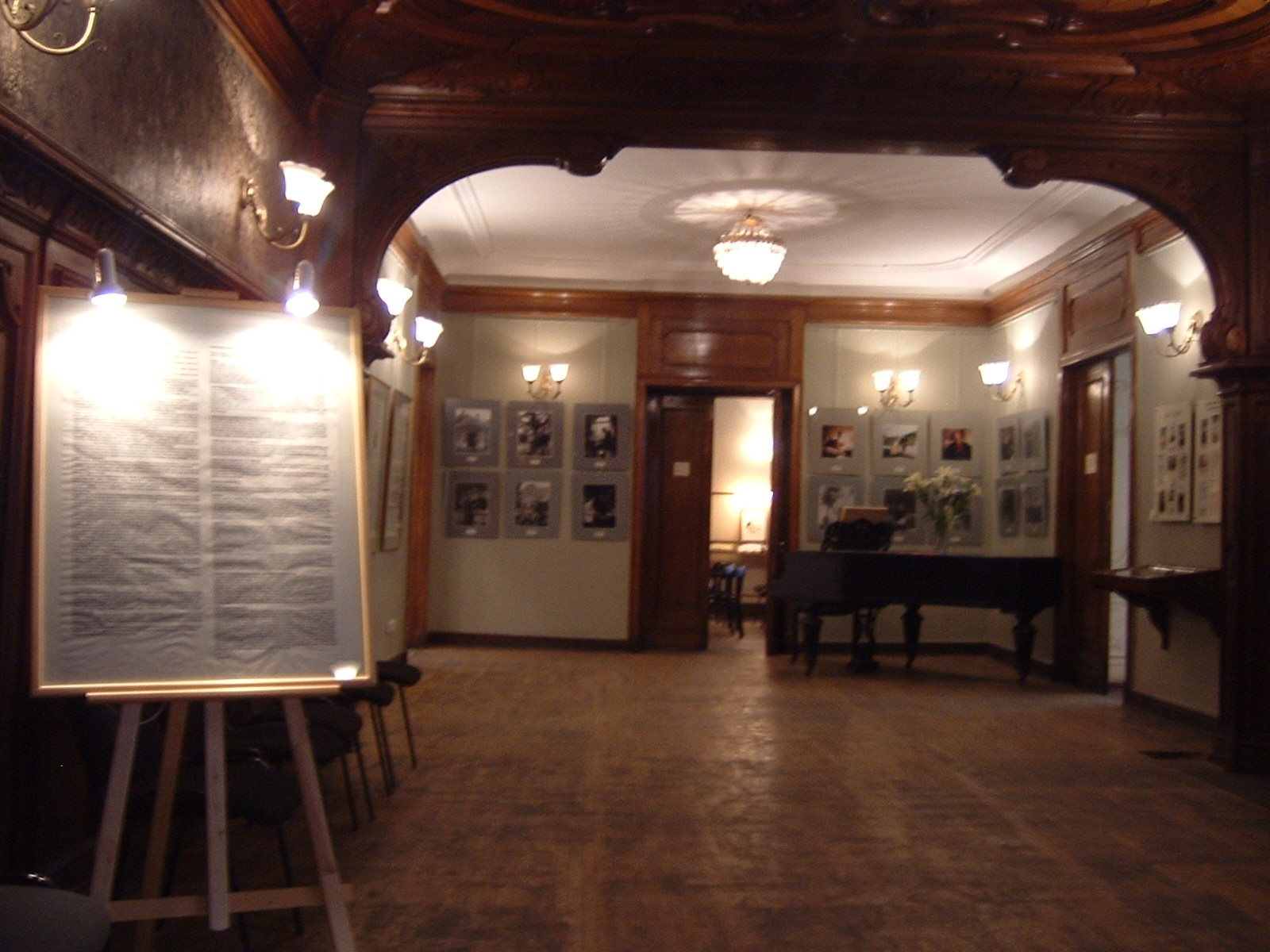
Интерьер

С апреля 1998 года первый этаж дома (назывался «семейный этаж» во времена Набокова) занимает «Музей Владимира Набокова» (структурное подразделение филологического факультета СПбГУ), и два верхних этажа («родительский этаж» и «детский этаж») занимает Санкт-Петербургская детская школа искусств имени Д. С. Бортнянского. На территории музея «телефонная комната», «столовая», «библиотека», «комната комитета» (здесь было проведено большинство заседаний Конституционно-демократической партии) и «кухня».
Внутри мало что осталось со времен семейной жизни Набоковых в этом доме. Время и история ничего не пощадили, за исключением интерьеров нескольких комнат на первом и втором этажах здания и старые витражи окон над пролётом лестницы, ведущей на третий этаж. Музей был открыт к столетию со дня рождения писателя, когда в доме не было почти ни одного предмета, оставшегося со времени жизни Набоковых. Однако за эти годы музей сумел собрать значительную мемориальную коллекцию и большую научную библиотеку, которая всегда открыта для посетителей. Сейчас музей занимает первый этаж дома, где сохранились помещения столовой, гостиной и библиотеки. Бывшая «комитетская» комната, в которой исторический интерьер не сохранился, используется как выставочный зал.
Памятные вещи Набокова, в том числе личные вещи Владимира Набокова (индексные карточки, карандаши, очки, игра Scrabble), а также книги и другие предметы, связанные с его жизнью и искусством, составляют основу музейной коллекции. Музей посвящён памяти Владимира Набокова и его художественному наследию и культурным ценностям, как внутри России, так и на международном уровне. Деятельность Музея Набокова имеет регулярную поддержку ведущих учёных из разных стран мира.

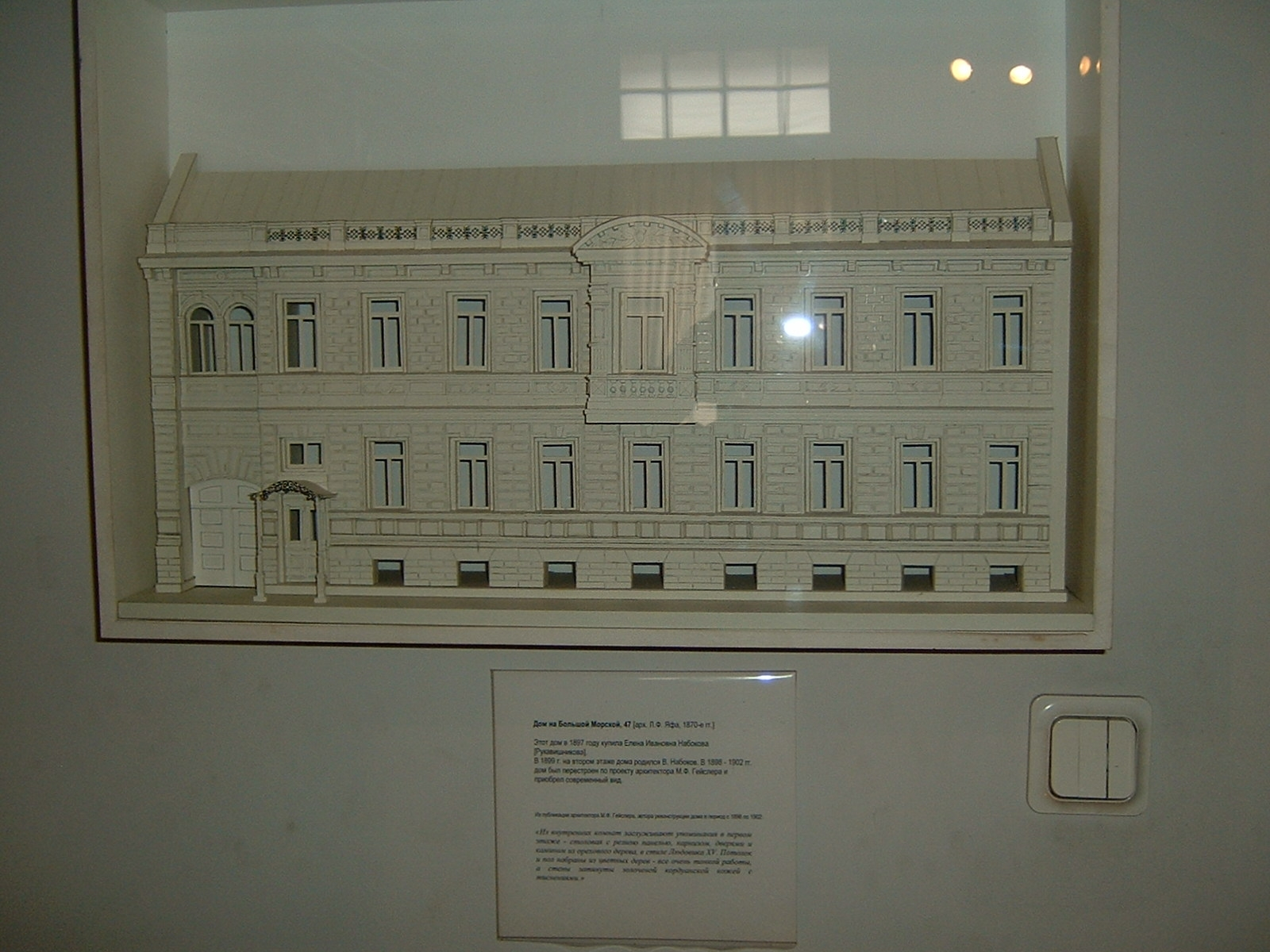
Модель дома Набокова
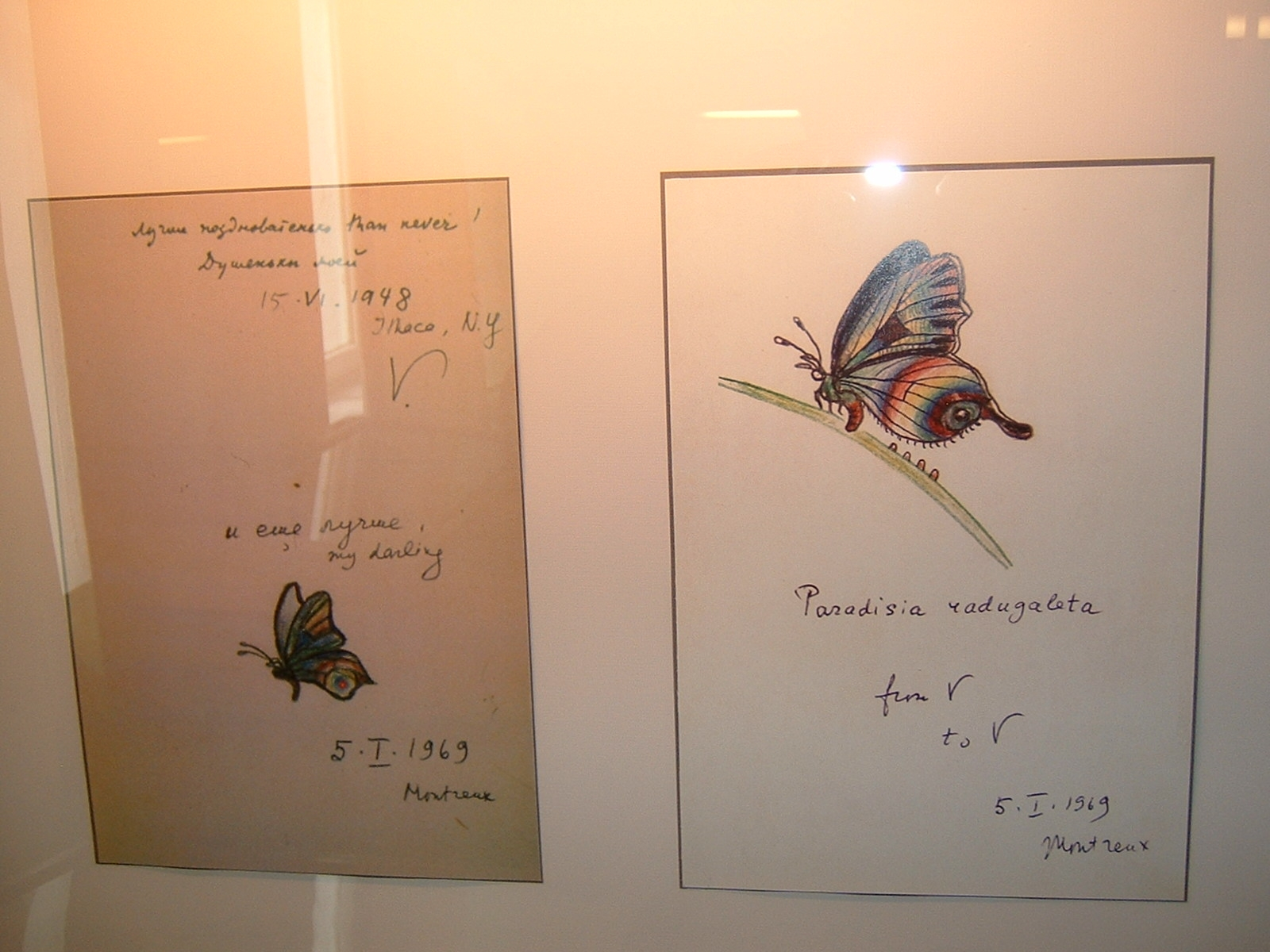
Бабочки, нарисованные Набоковым для жены
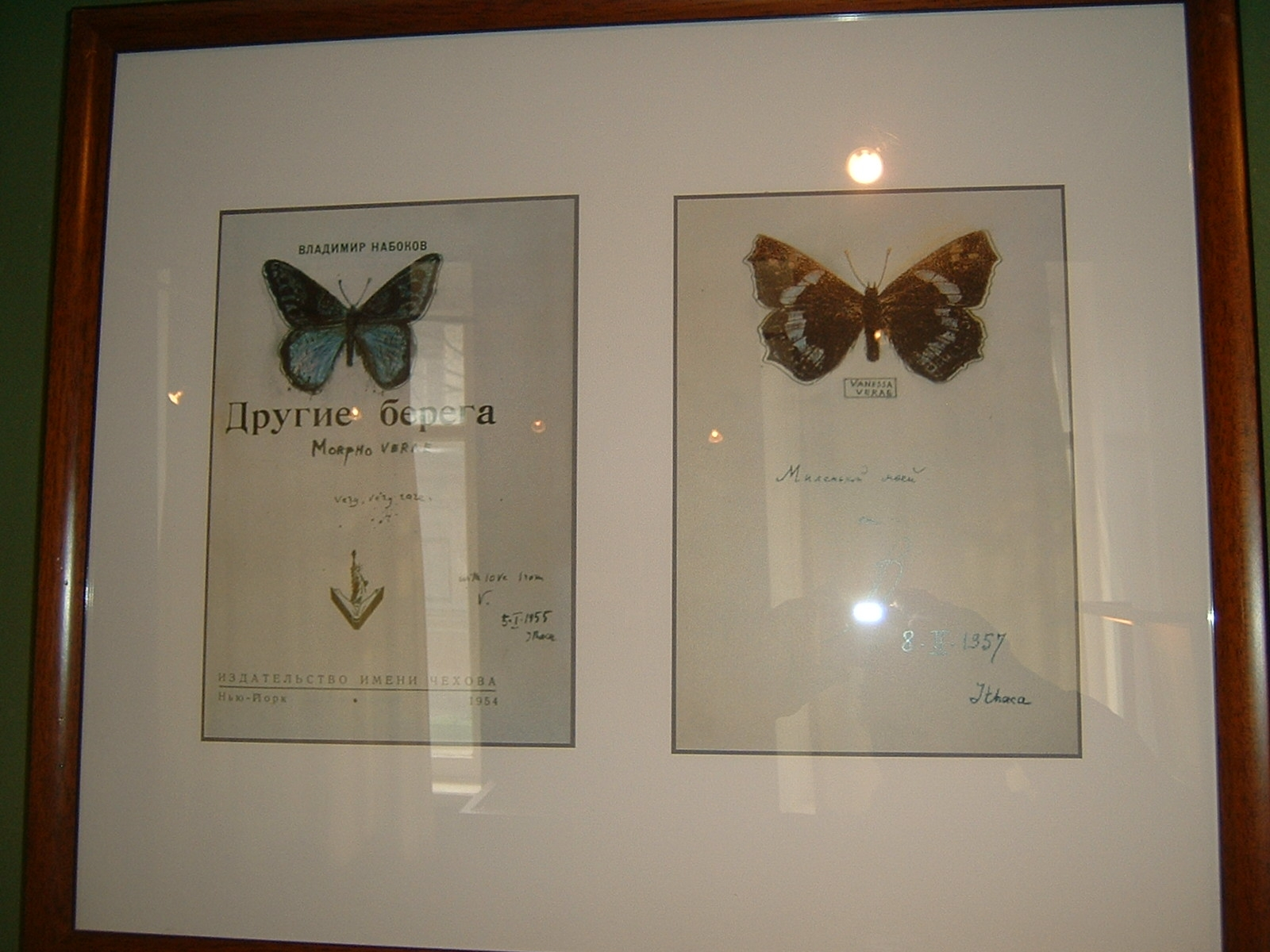
Рисунки бабочек на книге Другие берега
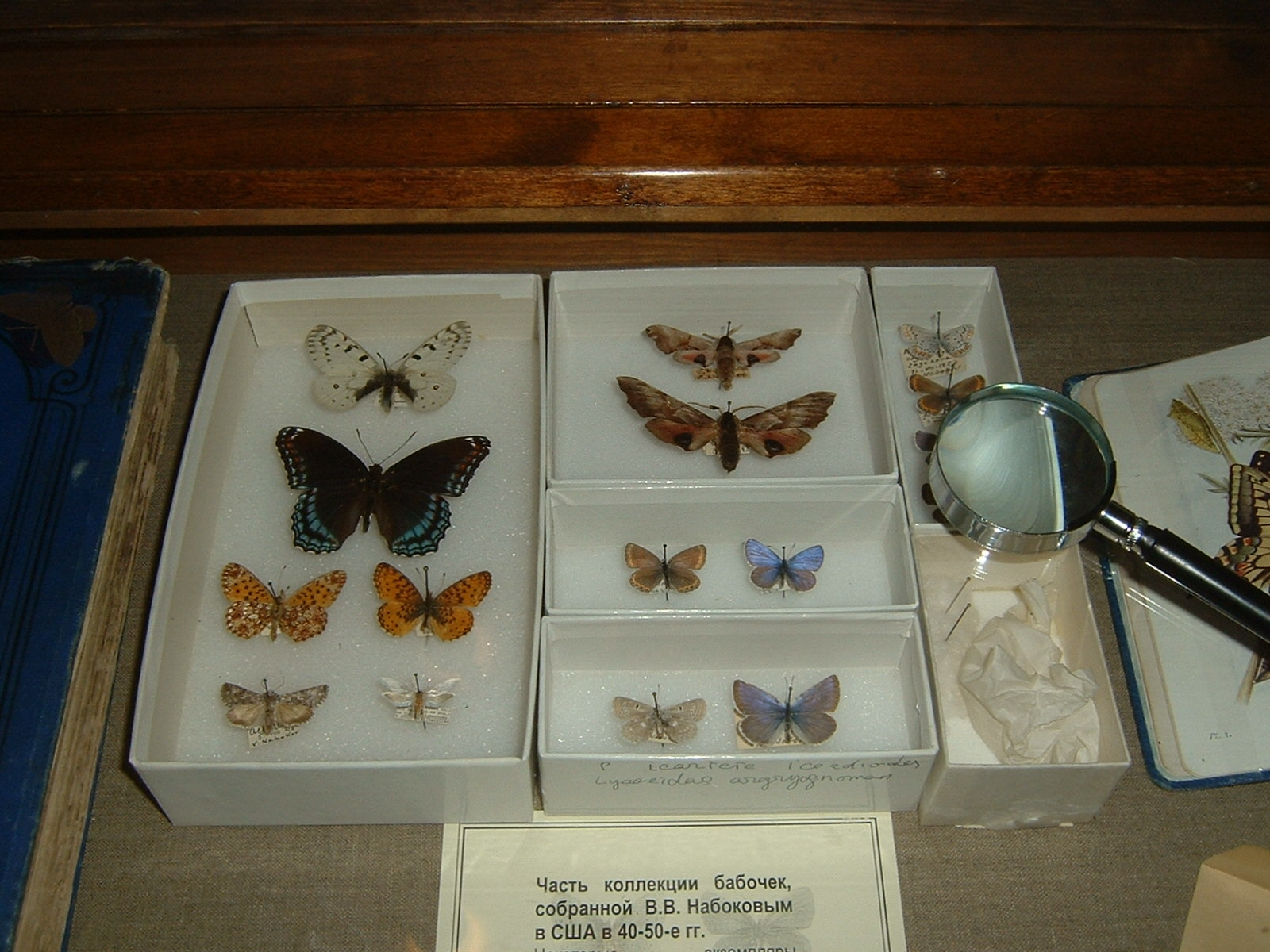
Бабочки, собранные Набоковым в США, и переданные музеем Сравнительной зоологии Гарвардского университета в дар петербургскому музею Набокова.
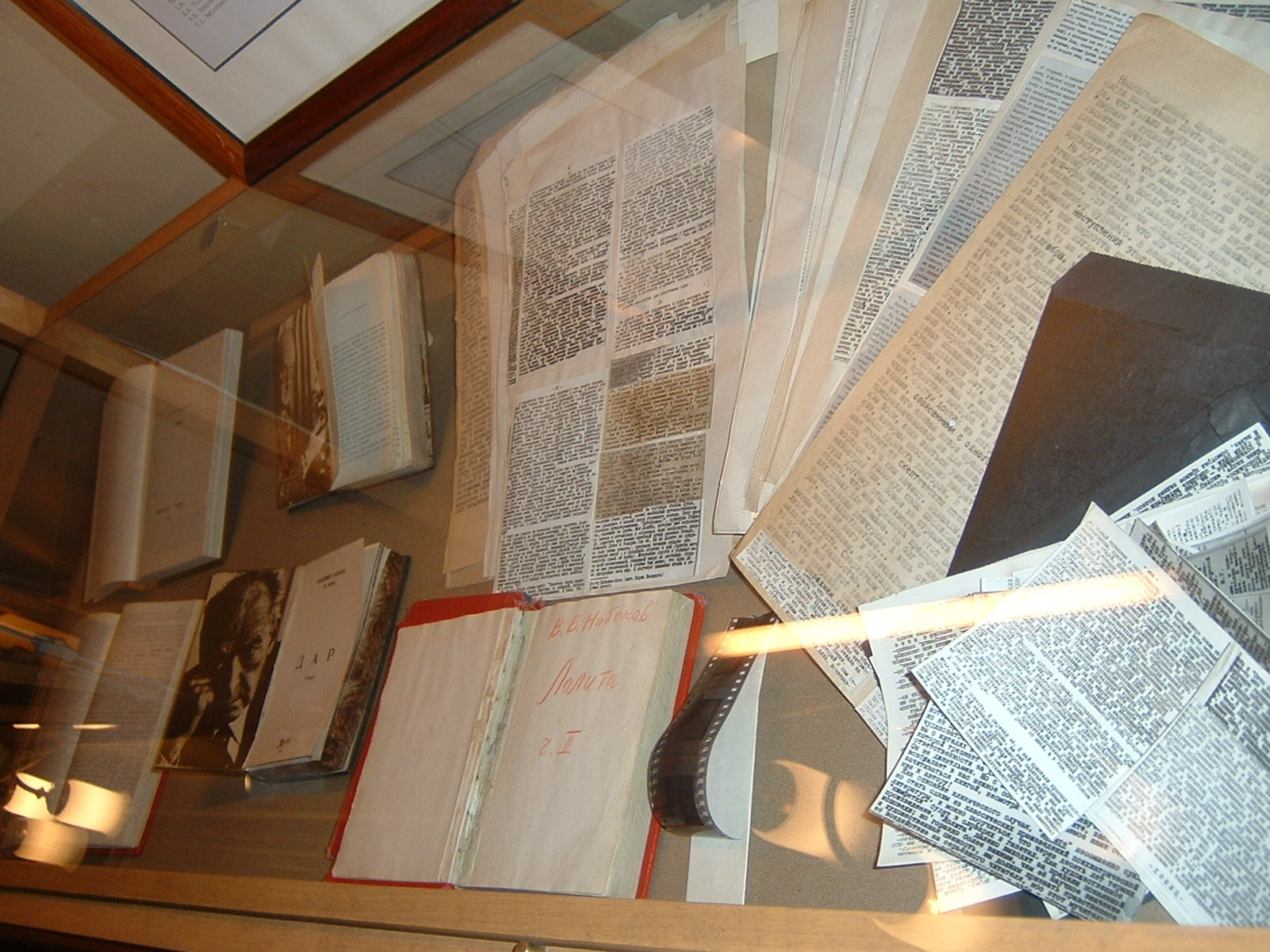
Книги Набокова, изданные самиздатом в России

### Вандализм
- в ночь на 10 января 2013 неизвестные вандалы разбили стекло в Музее, кинув внутрь бутылку с запиской, содержащей угрозы и оскорбления[6].
- в ночь на 21 февраля 2013 неизвестные написали на стене Музея слово «педофил». По факту правоохранительными органами возбуждено уголовное дело по ст. 214 УК РФ «Вандализм»[7].
- в тот же день нападению вандалов подверглась и музея-усадьба Набоковых «Рождествено» в Ленинградской области.